# Свитов, Александр Николаевич
Александр Николаевич Сви́тов (3 ноября 1982, Омск) — российский хоккеист, нападающий. Чемпион мира 2012 года в составе сборной России. Заслуженный мастер спорта России.

## Биография

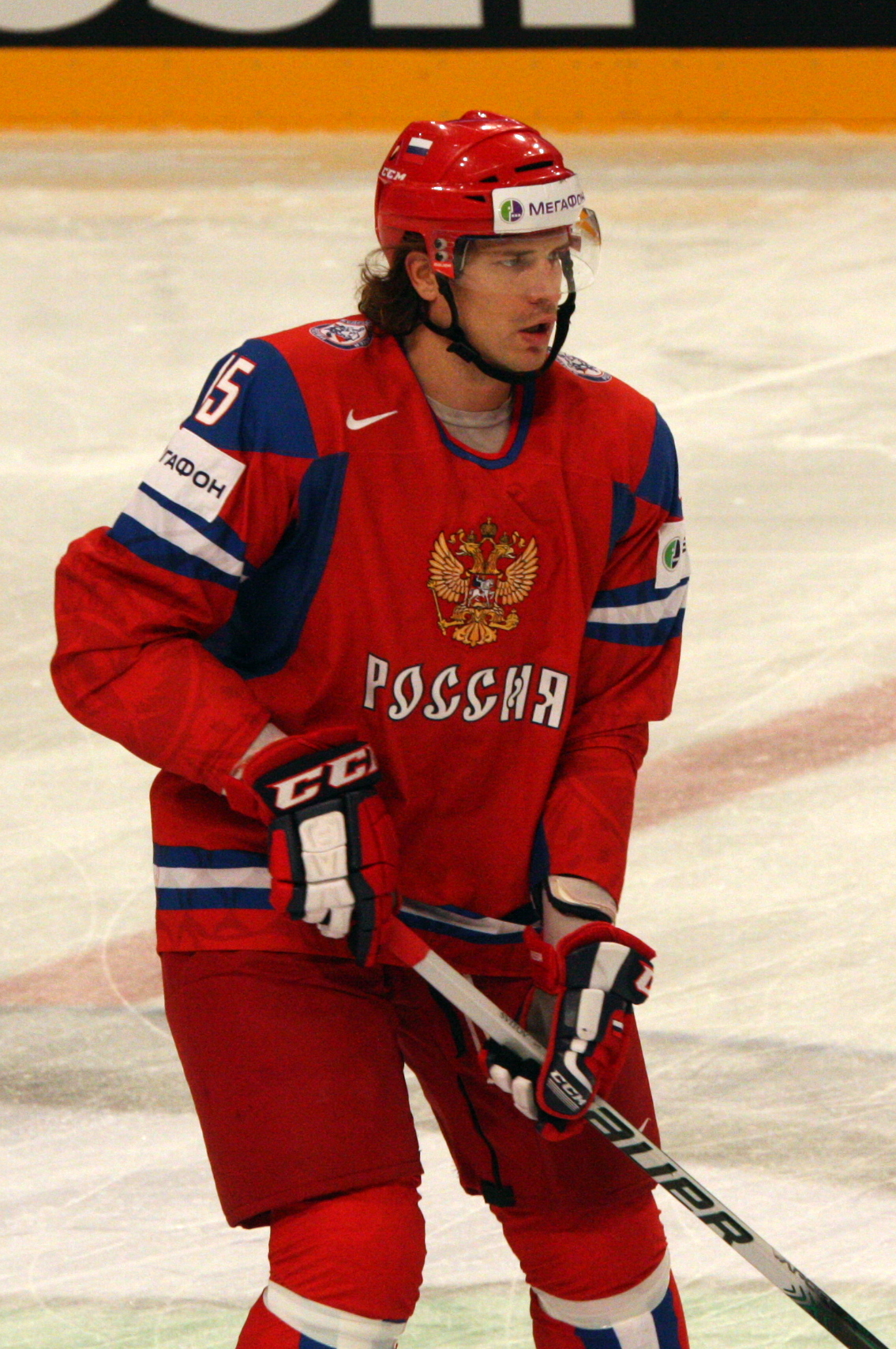
Александр Свитов в составе сборной России на чемпионате мира 2012

Воспитанник омского хоккея. В 2001 году задрафтован клубом «Тампа-Бэй Лайтнинг» в 1-м раунде под № 3.
В сезонах 1999—2002, 2006, 2008—2010 провел за «Авангард» 270 игр, забросил 48 шайб, сделал 57 передач, набрал 740 минут штрафа. Играл под № 15.
В КХЛ провел 325 игр, забросил 68 шайб, сделал 69 передач, набрал 500 минут штрафа.
В НХЛ 186 игр, 13 шайб, 24 передачи, 239 минут штрафа. Всего за карьеру в различных лигах сыграл 562 матча, забросил 114 шайб, сделал 119 передач, набрал 1250 минут штрафа.
В НХЛ его часто использовали в качестве тафгая, но, в отличие от многих хоккейных «полицейских», Александр ещё и очень хорошо владеет мастерством нападающего. В КХЛ получила известность его победная драка с игроком «Витязя» Дарси Веро. Однако в драке против Мартен Гренье и капитана «Лос-Анджелес Кингз» Дастина Брауна потерпел поражения.
По окончании сезона 2012/2013 перешёл в казанский «Ак Барс».
В середине июня 2019 года подписал однолетний контракт с «Локомотивом» из Ярославля. В июне 2020 года завершил карьеру игрока.
Тренер «Авангарда».

## Достижения
- Обладатель Кубка Гагарина в сезоне 2010/2011 в составе «Салавата Юлаева».
- Обладатель Кубка Гагарина в сезоне 2017/2018 в составе «Ак Барса».
- Серебряный призёр чемпионатов России (2001, 2006).
- Чемпион мира в составе сборной России (2012).
- Чемпион мира среди молодёжных команд (2002).
- Серебряный призёр юношеского чемпионата мира (2000).
- Победитель турнира вторых сборных «Большой приз Санкт-Петербурга» (2002).

## Статистика
| Легенда | Легенда                    | Легенда | Легенда                   | Легенда | Легенда    |
| ------- | -------------------------- | ------- | ------------------------- | ------- | ---------- |
| И       | Количество проведённых игр | Штр     | Штрафное время            | +/−     | Плюс-минус |
| Г       | Голы                       | П       | Голевые передачи          | О       | Очки       |
| -       | Статистика неизвестна      | —       | Статистика не учитывалась |         |            |